# Lift Every Voice and Sing
Lift Every Voice and Sing è un inno con testi di James Weldon Johnson (1871–1938) e musiche di suo fratello, J. Rosamond Johnson (1873–1954). Scritto nel contesto degli afroamericani alla fine del XIX secolo, è una preghiera di ringraziamento e per la fedeltà e la libertà, con immagini che evocano l'Esodo biblico, dalla schiavitù alla libertà della "terra promessa".
Dopo la sua prima recitazione nel 1900, Lift Every Voice and Sing fu cantata in comune all'interno delle comunità nere, mentre la NAACP iniziò a promuovere l'inno come "inno nazionale negro" nel 1917. È stato eseguito in 42 diversi inni cristiani, ed eseguito da diversi cantanti e musicisti afroamericani.

## Storia
James Weldon Johnson, presidente della Florida Baptist Academy di Jacksonville, in Florida, aveva cercato di scrivere una poesia in commemorazione del compleanno di Abraham Lincoln. Tuttavia, nel corso del movimento per i diritti civili Johnson decise di scrivere una poesia incentrata sulle lotte degli afroamericani dopo l'era della ricostruzione (incluso il passaggio delle Leggi Jim Crow negli Stati Uniti meridionali). Lift Every Voice and Sing fu recitato per la prima volta da un gruppo di 500 studenti nel 1900. Successivamente J. Rosamond Johnson, fratello di James, musicò poi la poesia.
Dopo il grande incendio del 1901, i Johnson si trasferirono a New York per intraprendere la carriera a Broadway. Negli anni che seguirono, Lift Every Voice and Sing fu cantata all'interno delle comunità nere; Johnson scrisse che "i bambini delle scuole di Jacksonville continuavano a cantarlo, se ne andavano in altre scuole e lo cantavano, divennero insegnanti e lo insegnavano ad altri bambini. Nel giro di vent'anni l'inno veniva regolarmente cantato nel sud e in alcune altre parti del paese."

## Riconoscimento
Una scultura di Augusta Savage che prendeva il nome dalla canzone fu esposta alla Fiera mondiale di New York del 1939, assumendo la forma di un coro di bambini a forma di arpa. Savage fu l'unica donna di colore che ebbe una commissione per la Fiera e la scultura (che venne ribattezzata "L'arpa" dagli organizzatori) fu venduta anche sotto forma di copie in miniatura e rappresentata su cartoline durante l'evento. Come altre installazioni temporanee, la scultura venne distrutta alla chiusura della fiera.

### Come "inno nazionale nero"
Nel 1919, la National Association for the Advancement of Colored People (NAACP)  soprannominò Lift Every Voice and Sing come '"l'inno nazionale negro", per il suo potere nell'esprimere un grido di liberazione e affermazione per la gente afroamericana. James Weldon Johnson fu nominato primo segretario esecutivo della NAACP l'anno successivo. Allo stesso modo venne appellato "l'inno nazionale nero".
L'uso del termine "inno nazionale nero"' in riferimento a Lift Every Voice and Sing venne criticato. Timothy Askew, professore associato alla storicamente nera Clark Atlanta University, sostenne che l'uso del termine "inno nazionale nero" avrebbe potuto implicare erroneamente un desiderio di indipendentismo da parte delle comunità nere, dato che i testi dell'inno non si riferiscono apertamente a nessuna specifica razza (che ha ispirato le persone a esibirsi al di fuori delle comunità afroamericane) e "l'identità deve essere sviluppata dall'individuo stesso, non da un gruppo di persone che pensano di sapere cosa è meglio per te". Alcuni commentatori conservatori criticarono allo stesso modo le esibizioni e i riferimenti a Lift Every Voice and Sing come "inno nazionale nero" come separatista e capace di sminuire The Star-Spangled Banner come inno nazionale degli Stati Uniti.
In risposta alle osservazioni di Askew, l'allora vicepresidente senior per la difesa e la politica della NAACP, Hilary O. Shelton, disse alla CNN che l'inno "è stato adottato e accolto da un gruppo decisamente interrazziale, e parla della speranza di essere cittadini di prima classe a pieno titolo nella nostra società", usato insieme all'inno nazionale statunitense o al Pledge of Allegiance durante eventi pubblici, "È evidente nelle nostre azioni come organizzazione, e qui in America è la prova che si tratta di inclusione, non di esclusione. Affermare che noi afroamericani vogliamo formare una confederazione o separarci dai bianchi a causa di una canzone secondo me è sconcertante."
Nel febbraio 2022, il rappresentante Jim Clyburn ha annunciato la sua intenzione di presentare una proposta secondo la quale Lift Every Voice and Sing avrebbe dovuto essere designato come "l'inno nazionale" degli Stati Uniti.

## Notevoli riferimenti ed esecuzioni

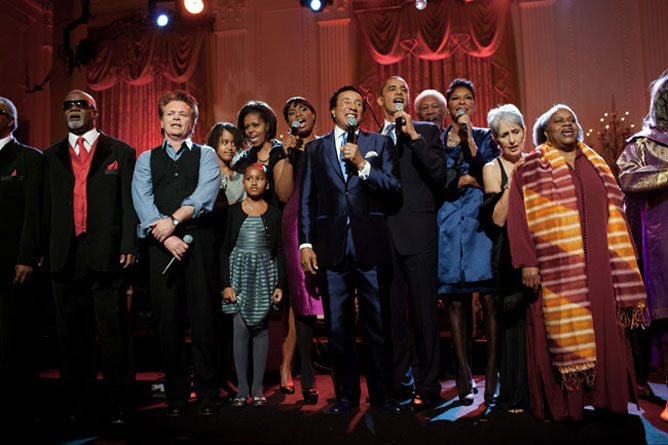
La famiglia di Barack Obama, Smokey Robinson e altri mentre cantano Lift Every Voice and Sing alla Casa Bianca nel 2014